# Barwell
Barwell – wieś w Anglii, w hrabstwie Leicestershire, w dystrykcie Hinckley and Bosworth. Leży 16 km na południowy zachód od miasta Leicester i 145 km na północny zachód od Londynu.
W Wigilię 1965 roku spadł tu meteoryt. Zebrane 20 kg odłamków chondrytu przekazano do okolicznych instytucji naukowych i muzeów.